# Lili Gentle
Pour les articles homonymes, voir Gentle.
Lili Gentle, née Lili Charlen Gentle le 4 mars 1940 est une actrice américaine.

## Biographie
Lili débute au cinéma en 1956 dans le film Carousel. Elle se marie à trois reprises, tout d’abord avec Richard D. Zanuck en 1958 avant de divorcer dix ans plus tard, en 1968. Elle se remarie avec Thomas P. Richardson en 1970 avant de divorcer en 1971 et de se marier avec Timothy W. Guerry en 1975. Elle a eu deux enfants, Virginia Zanuck née en octobre 1959 et Janet Zanuck Davidson née en septembre 1960.

## Filmographie
- Carousel (film, 1956) (1956)
- Teenage Rebel (1956)
- La Blonde et moi (1956) : une danseuse adolescente
- The 20th Century Fox Hour (1956 - 1 épisode)
- Matinee Theatre (1956 - 1 épisode)
- Playhouse 90 (1957 - 1 épisode)
- La Blonde explosive (1957), de Frank Tashlin : Jenny Wells
- Young and Dangerous (1957)
- Sing, Boy, Sing (1958)
- M. Hobbs prend des vacances (1962)